# Avtandil (cràter)
Avtandil és un cràter de l'asteroide del tipus Amor (433) Eros, situat amb el sistema de coordenades planetocèntriques a -22.5 ° de latitud nord i 233.1 ° de longitud est. Fa un diàmetre de 1.2 km. El nom va ser fet oficial per la UAI l'any 2003 i fa referència a Avtandil, amant de Tinatin a la novel·la El cavaller a la pell de tigre, de Xota Rustaveli (Geòrgia, segle XII).